# Jackson (Luisiana)
Jackson é uma cidade  localizada no estado americano de Luisiana, na Paróquia de East Feliciana.

## Demografia
Segundo o censo americano de 2000, a sua população era de 4130 habitantes.
Em 2006, foi estimada uma população de 3772, um decréscimo de 358 (-8.7%).

## Geografia
De acordo com o United States Census Bureau tem uma área de
11,6 km², dos quais 11,6 km² cobertos por terra e 0,0 km² cobertos por água. Jackson localiza-se a aproximadamente 50 m acima do nível do mar.

## Localidades na vizinhança
O diagrama seguinte representa as localidades num raio de 20 km ao redor de Jackson.